# Periphyllidae
Periphyllidae là một họ sứa có bốn chi và sáu loài. Thành viên nổi tiếng nhất của họ, Periphylla periphylla, thường được coi là một loài sống ở biển sâu, nhưng nó tạo thành những chùm hoa lớn ở vùng nước bề mặt của vịnh hẹp Na Uy.

## Các chi và loài
- Nauphantopsis
  - Nauphantopsis diomedeae Fewkes, 1885
- Pericolpa
  - Pericolpa campana (Haeckel, 1880)
  - Pericolpa quadrigata Haeckel, 1880
- Periphylla
  - Periphylla periphylla (Péron & Lesueur, 1810)
- Periphyllopsis
  - Periphyllopsis braueri Vanhöffen, 1902
  - Periphyllopsis galatheae Kramp, 1959